# Ronny Heer
Ronny Heer (* 9. Januar 1981 in Wolhusen) ist ein ehemaliger Schweizer Nordischer Kombinierer.

## Werdegang
Heer, der seit seinem zwölften Lebensjahr beim SC Horw Skisport betreibt, gab sein internationales Debüt 1999 im B-Weltcup der Nordischen Kombination. Bereits in den ersten Wettkämpfen erzielte er 19 Punkte und damit am Ende den 61. Platz in der Gesamtwertung. Bei der Junioren-Weltmeisterschaft 1999 in Saalfelden gewann Heer mit der Mannschaft im Teamwettbewerb die Silbermedaille.
Auch in die Saison 1999/2000 startete er erfolgreich, so dass er am 5. Februar 2000 im japanischen Hakuba sein Debüt im Weltcup der Nordischen Kombination gab. Da ihm aber in den ersten Rennen das Erreichen von Weltcuppunkten verwehrt blieb, startete er weiterhin fest im B-Weltcup, wo er seine Leistungen stetig steigern konnte. Bei den Schweizer Meisterschaften in der Nordischen Kombination 2000 im französischen Prémanon erreichte er hinter Urs Kunz und Andreas Hurschler die Bronzemedaille. Bei der Nordischen Skiweltmeisterschaft 2001 in Lahti gehörte er zur Schweizer Mannschaft. Im Einzelrennen ging er jedoch trotz Meldung nicht an den Start. Im Teamwettbewerb erreichte er gemeinsam mit Andreas Hurschler, Ivan Rieder und Andy Hartmann den zehnten Platz. Am 1. Dezember 2001 gelang Heer in Lillehammer erstmals der Gewinn von Weltcup-Punkten. Kurz zuvor konnte er bereits bei den Schweizer Meisterschaften in der Nordischen Kombination 2001 hinter Andy Hartmann Silber gewinnen. Am 9. Dezember 2001 erreichte Heer mit dem sechsten Platz beim Weltcup in Štrbské Pleso erstmals eine Platzierung unter den besten zehn. Auch in den folgenden Rennen gewann er Weltcup-Punkte und erreichte dabei im Sprint von Oberwiesenthal erneut Platz sechs.
Bei den Olympischen Winterspielen 2002 in Salt Lake City kam Heer im Sprint wie auch im Einzel jeweils auf den 29. Platz. Im Teamwettbewerb gelang ihm gemeinsam mit Andreas Hurschler, Jan Schmid und Ivan Rieder das Erreichen des siebenten Platzes. Zum Ende der laufenden Saison 2001/02 gelangen ihm noch weitere Punktegewinne, so dass er schliesslich den 19. Platz in der Weltcup-Gesamtwertung belegte. In der Sprintwertung erreichte er den 15. Platz. Bei den Schweizer Meisterschaften in der Nordischen Kombination 2002 im französischen Les Tuffes gewann er wie bereits 2001 erneut Silber. Der Start in die neue Saison 2002/03 verlief für Heer weniger gut, so dass er Platzierungen unter den besten zehn meist deutlich verpasste. Bei der Nordischen Skiweltmeisterschaft 2003 in Val di Fiemme erreichte er im Sprint den 21. Platz, im Einzel den 31. Platz und mit der Mannschaft im Teamwettbewerb den achten Platz. Nachdem er nach der Weltmeisterschaft erneut nur mittelmässige Platzierungen erreicht hatte, musste er sich mit dem 36. Platz in der Weltcup-Gesamtwertung zufriedengeben.
Auch in den folgenden zwei Jahren konnte er seine Leistungen nur selten auf das Niveau von 2001 bringen und hielt sich meist im konstanten Bereich um die Plätze 20 bis 30. Bei den Schweizer Meisterschaften in der Nordischen Kombination 2003 hingegen gewann er hinter Ivan Rieder erneut Silber im Einzelwettbewerb. Auch bei den Schweizer Meisterschaften in der Nordischen Kombination 2004 wurde es erneut die Silbermedaille.
Am 11. Februar 2005 erreichte Heer mit dem dritten Rang im Teamwettbewerb in Pragelato den einzigen Weltcup-Podestplatz seiner Karriere. Bei der Nordischen Skiweltmeisterschaft 2005 in Oberstdorf erreichte er im Gundersen den 28. Platz und im Sprint den 31. Platz. Mit der Mannschaft erreichte er im Teamwettbewerb den sechsten Platz. Nach der Weltmeisterschaft startete er für ein Jahr wieder im B-Weltcup. Bei den Olympischen Winterspielen 2006 in Turin erreichte er im Sprint den 20. Platz und im Einzel den 24. Platz. Mit der Mannschaft verpasste er im Teamwettbewerb mit dem vierten Platz nur knapp die Medaillenränge. Nach den Olympischen Spielen startete er wieder im Weltcup und erreichte auch von Anfang an Weltcup-Punkte. Bis zum Ende der Saison 2005/06 erreichte er jeweils eine Platzierung unter den besten zwanzig und somit am Ende nach 2001/02 erneut den 19. Platz in der Weltcup-Gesamtwertung.
Im folgenden Jahr gelang Heer in Zakopane mit dem achten Platz im Massenstart erstmals wieder eine Platzierung unter den besten zehn. Bei der Nordischen Skiweltmeisterschaft 2007 in Sapporo konnte er jedoch erneut keine vorderen Platzierungen erreichen und belegte am Ende den 18. Platz im Sprint sowie den 21. Platz im Gundersen. Mit der Mannschaft erreichte er Platz fünf im Teamwettbewerb. Bei den Schweizer Meisterschaften in der Nordischen Kombination 2007 konnte Heer zum ersten Mal in seiner Karriere den Titel gewinnen. Im Weltcup liessen seine Leistungen im Anschluss an die WM wieder nach. Erst Anfang 2008 konnte er sich wieder unter den besten zwanzig platzieren. Am 1. August 2008 gewann Heer in Einsiedeln seinen ersten Wettbewerb im Grand Prix. Bei den Schweizer Meisterschaften in der Nordischen Kombination 2008 in Einsiedeln gewann Heer vor Seppi Hurschler und Joel Bieri die Goldmedaille im Einzel.
In Liberec erreichte er bei der Nordischen Skiweltmeisterschaft 2009 im Gundersen von der Normalschanze den 14. Platz und von der Grossschanze den 28. Platz. Im Massenstart kam er auf den 31. Platz. Beim Sommer-Grand-Prix 2009 konnte Heer zwei von vier Wettbewerben gewinnen und belegte am Ende wie schon 2008 den dritten Platz in der Gesamtwertung. Im Weltcup musste er sich hingegen für den Rest des Jahres mit hinteren Platzierungen zufriedengeben, meist sogar ausserhalb der Punkteränge. Erst im Januar 2010 erreichte er erneut vordere Top-Platzierungen und wurde so auch wieder für die Olympischen Spiele nominiert.
Bei den Olympischen Winterspielen 2010 in Vancouver erreichte Heer im Einzel von der Normalschanze den 11. Platz und im Einzel von der Grossschanze den 22. Platz. Im Teamwettbewerb belegte er mit seinen Mannschaftskollegen Platz neun. Nach den Spielen erreichte er im Weltcup weiterhin gute Ergebnisse und belegte am Ende den 24. Platz in der Weltcup-Gesamtwertung. Bei den Schweizer Meisterschaften in der Nordischen Kombination 2010 in Einsiedeln gewann Heer zum vierten Mal in Folge die Goldmedaille im Einzel. Seine letzte Weltcupsaison 2010/11 beendete Heer mit fünf Top-20-Platzierungen auf dem 27. Gesamtrang. Bei der Weltmeisterschaft 2011 in Oslo wurde er 25. im Einzel von der Normalschanze und 27. im Einzel von der Grossschanze. Im Teamwettbewerb von der Grossschanze wurde er Achter. Mit Ende der Saison 2010/11 beendete Heer seine Karriere.

## Erfolge

### Grand-Prix-Siege im Einzel
| Nr. | Datum           | Ort          | Disziplin               |
| --- | --------------- | ------------ | ----------------------- |
| 1.  | 1. August 2008  | Einsiedeln   | Gundersen Grossschanze  |
| 2.  | 8. August 2009  | Hinterzarten | Gundersen Normalschanze |
| 3.  | 15. August 2009 | Einsiedeln   | Gundersen Grossschanze  |

### B-Weltcup-Siege im Einzel
| Nr. | Datum           | Ort         | Disziplin               |
| --- | --------------- | ----------- | ----------------------- |
| 1.  | 13. Januar 2006 | Chaux-Neuve | Sprint Normalschanze    |
| 2.  | 20. Januar 2006 | Oberstdorf  | Sprint Grossschanze     |
| 3.  | 27. Januar 2006 | Karpacz     | Gundersen Normalschanze |
| 4.  | 28. Januar 2006 | Karpacz     | Sprint Normalschanze    |

### B-Weltcup-Siege im Team
| Nr. | Datum         | Ort      | Disziplin          |
| --- | ------------- | -------- | ------------------ |
| 1.  | 10. März 2005 | Vuokatti | Team Normalschanze |

## Statistik

### Teilnahmen an Olympischen Winterspielen
| Jahr und Ort   | Wettbewerb   | Wettbewerb   | Wettbewerb | Wettbewerb |
| Jahr und Ort   | Gundersen NH | Gundersen LH | Sprint     | Team       |
| -------------- | ------------ | ------------ | ---------- | ---------- |
| 2002 Park City | 29.          | –            | 29.        | 07.        |
| 2006 Turin     | 24.          | –            | 20.        | 04.        |
| 2010 Vancouver | 11.          | 22.          | –          | 09.        |

### Weltcup-Platzierungen
| Saison  | Platz | Punkte |
| ------- | ----- | ------ |
| 1999/00 | 61.   | 021    |
| 2000/01 | 54.   | 063    |
| 2001/02 | 19.   | 517    |
| 2002/03 | 36.   | 098    |
| 2003/04 | 30.   | 126    |
| 2004/05 | 52.   | 039    |
| 2005/06 | 19.   | 273    |
| 2006/07 | 21.   | 149    |
| 2007/08 | 33.   | 155    |
| 2008/09 | 27.   | 183    |
| 2009/10 | 24.   | 198    |
| 2010/11 | 27.   | 088    |